# Jaçanã-africana

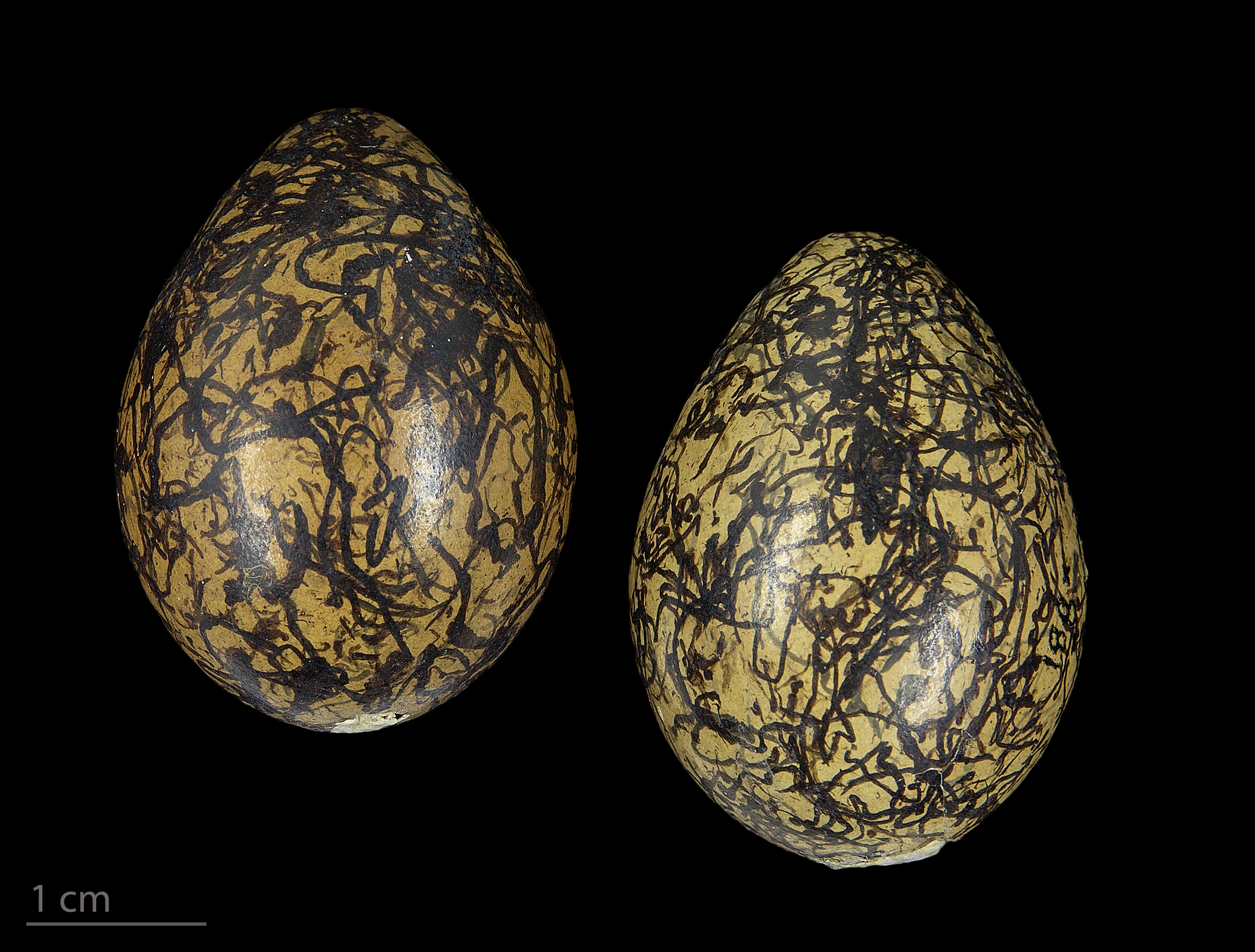
Actophilornis africanus - MHNT

A jaçanã-africana ou jaçanã-africano (Actophilornis africana) é uma ave da família dos jaçanídeos, que pode ser encontrada na África subsariana. Habita todos os tipos de lagoas e lagos interiores, zonas pantanosas e margens de rios, desde que haja vegetação aquática abundante.

## Descrição
Este jaçanã é uma ave de médio porte, com 25 a 30 cm de comprimento. A plumagem é colorida, castanha no corpo, amarela na área do peito, preta na zona posterior do pescoço e cabeça e branca nas faces e garganta. O bico e escudo frontal são de cor azul-acinzentada. As patas esverdeadas são longas e terminam em dedos muito compridos, provido de garras retilíneas. Os olhos são castanhos-escuros. As remiges primárias, visíveis apenas em voo, são pretas.
A jaçanã-africana pode ser encontra isolada, ou em grupos de dimensões variáveis. É excelente nadadora, mas também consegue correr com rapidez sobre a vegetação aquática, principalmente em zonas de nenúfares. Alimenta-se de insetos, moluscos, crustáceos e bolbos de plantas aquáticas.
A época de reprodução decorre ao longo de todo o ano nos trópicos, e entre outubro e abril no sul de África. Durante este período, as aves perdem as penas de voo e a capacidade de voar. A jaçanã-africana é uma espécie de hábitos poliândricos. As fêmeas são muito territoriais e defendem a sua área de postura com agressividade. Dentro do seu território, acasala com diversos machos e realiza uma postura com cada um. O macho constrói um ninho flutuante com vegetação aquática e incuba sozinho 4 a 5 ovos ao longo de 24 a 26 dias. Durante a incubação, o macho raramente abandona a postura e protege os ovos da humidade do ninho dobrando as asas debaixo do corpo. Os juvenis chocam muito precoces e em poucos dias são capazes de nadar e mergulhar. Os cuidados parentais são da responsabilidade do macho apenas, e ocupam cerca de dois meses. Ao longo deste período, os juvenis estão sempre muito próximos do progenitor e escondem-se debaixo das suas asas quando se sentem ameaçadas.
A jaçanã-africana é um residente comum na sua área geográfica e não se encontra em risco de extinção.